# Wallace Breen
El Dr. Wallace Breen es un personaje de la serie de videojuegos Half-Life. Es el exadministrador del Centro de Investigación Black Mesa, designado como el líder de la Tierra por la Alianza.

## Diseño del personaje
En las primeras etapas de la producción de Half-Life 2, la aparición del Dr. Wallace Breen como líder de la Tierra fue precedida por otra figura finalmente abandonada, el cónsul. Este último era un organismo cibernético muy modificado, sin embargo, poseedor de un busto de apariencia humana que permitía simular una humanidad inexistente. Muy inspirado por la figura metafórica de la policía y el régimen totalitario Big Brother, figura de 1984, el cónsul se coloca en el corazón de la propaganda a través de un culto a la personalidad. La aparición del Dr. Wallace Breen en la producción del juego borra parcialmente este culto para basar la propaganda en la superioridad, no de un hombre como hizo su predecesor, sino en la superioridad de toda una organización:"La Unión Universal" (el nombre oficial del Alianza). Al mismo tiempo, su aparición coincide con la desaparición de una esclavitud moderna que inicialmente iba a introducirse en las ciudades de Half-Life 2, la presencia del Dr. Breen parece haber alterado significativamente la relación entre el cártel y la humanidad, desplazando la visión maniquea original de una especie humana entera frente a sus invasores, en favor de una guerra ideológica en la que cada uno de los campos está compuesto, entre otras cosas, de seres humanos contra la esclavitud. Contrariamente al cónsul que se dedica a un verdadero culto, Wallace Breen busca pintar la Unión Universal como un benefactor de la humanidad, sirviendo así como un simple pero poderoso y paternal casamentero.

## Biografía del personaje

### Half-Life
El Dr. Wallace Breen no aparece directamente en el juego, pero se refiere a él como administrador de Black Mesa, especialmente cuando Gordon Freeman está a punto de entrar en la cámara de pruebas. Uno de los científicos que lo ayudaron a preparar el experimento explicó que "el administrador realmente quiere que seamos capaces de analizar esta muestra, creo que les costó mucho trabajo conseguirla" sin más detalles. De manera similar, un miembro del personal de Black Mesa agradecido a Gordon Freeman se referirá a "algunos de los chicos del administrador" diciendo que "hay algunos por todas partes esta mañana. Cuando el jugador llega a Xen, puede ver cristales similares al que Freeman introdujo en el espectrómetro anti-masa. Un pasaje del Episodio Dos revela que fue el misterioso G-Man quien entregó la muestra a Eli Vance, mostrando un enigmático vínculo entre Wallace Breen y el G-Man, un enigmático vínculo confirmado por el mismo Breen en el último capítulo de Half-Life 2.

### La Guerra de las Siete Horas
Al final de la guerra de las Siete Horas, y para salvar la Tierra, Wallace Breen habría utilizado sus talentos manipuladores para convencer al cártel de que la humanidad era "la élite de las especies". pero por alguna razón desconocida se convertirá eventualmente en el gobernante de la Tierra. El líder de la resistencia, Eli Vance, lo resumió de la siguiente manera : "Negoció la rendición de la Tierra para poner fin a la guerra de las Siete Horas, el cártel la hizo entonces poderosa". Desde su nombramiento, el Dr. Breen ha sido responsable de dirigir a la raza humana para cumplir con ciertas expectativas del cártel y "ganar el privilegio de unirse a ellos". Así, Breen, como un incansable bonista, grabó largos mensajes para sus tropas y la población de su ciudadela, recusando a Gordon Freeman como reliquia de un pasado medieval.

### Half-Life 2
Para que nadie en la Ciudad 17 pueda escapar de sus veladas homilías y amenazas, toda la ciudad está llena de pantallas gigantes y televisoras, cuyo único contenido es la cálida y protectora elocuencia del Dr. Breen. Al principio de Half-Life 2, dos residentes pueden ser sorprendidos quejándose de la omnipresencia de la propaganda de Wallace Breen, afirmando que Wallace Breen tenía su sede anterior en Ciudad 14, una ciudad cuyo desarrollo se centra sin duda en la propaganda a imagen y semejanza de Cité 17. Alertado del regreso de Gordon Freeman, Wallace Breen envió inmediatamente a sus tropas para capturarlo y detener el movimiento de resistencia de Ciudad 17. Cuando dio un sermón a sus tropas a través de un mensaje pregrabado en la prisión Nova Prospekt, Breen dijo : "Tengo buenas razones para creer que en los últimos años, su posición le ha impedido desarrollar habilidades secretas", refiriéndose al período de estasis que Gordon Freeman experimentó entre Half-Life y Half-Life 2, por primera vez Breen hizo una serie de alusiones implicando que, por primera vez en su vida, Más tarde, mientras hablaba directamente con Freeman, Breen repitió sus insinuaciones, pero fue frenado por la traición de su séquito cuando estaba a punto de discutirlo "más libremente". Cuando la resistencia humana comienza a aflojar el control del cártel en la Tierra, y Gordon Freeman se prepara para alcanzar al Dr. Breen, el Dr. Breen sigue las instrucciones de un consejero del cártel mientras intenta escapar a través de un teletransporte. Freeman consiguió detenerlo destruyendo el reactor de energía negra de la Ciudadela, que transportaba al transportador y administrador en una gigantesca explosión.

### Episode One
Gordon Freeman ve a Wallace Breen a través de una alucinación. Este último repite a través de una pantalla a la deriva en el vacío del universo un interrogatorio que data de Half-Life 2 ' que podría haber marcado al Hombre Libre : "Dr. Freeman, conteste, si puede. Has destruido tanto. Pero dime, ¿qué creaste exactamente? ¿Puedes nombrar una cosa? No, no puedes hacer eso. ». Más tarde, Alyx y el jugador encontrarán viejas grabaciones del administrador preparando su huida, permitiéndole enterarse de que la teletransportación del médico fallecido iba a tener lugar en otro universo hostil a la supervivencia de un ser humano, obligando a Breen a preparar su traslado a un cuerpo huésped, al que inicialmente se opuso antes de ofrecer su aprobación ante la urgencia de la situación.

### Episode Two
Durante la "discusión sincera" entre Gordon y G-Man, Wallace Breen aparece, difícil de reconocer, en la pantalla gigante de Black Mesa entre cada una de las diferentes secuencias por una razón desconocida.

## Discursos de propaganda

### Instinto
Este discurso se puede escuchar en la Ciudad 17 en pantallas gigantes tanto en la estación como en la calle. El Dr. Breen defiende el campo de supresión reproductiva establecido por el cártel que impide la reproducción humana, la tecnología utilizada se describe en Half-Life 2: Episode One de Isaac Kleiner como un obstáculo a "la formación de ciertas cadenas proteicas necesarias para el desarrollo embrionario", una tecnología dependiente de la Ciudadela ya que cuando se daña, el campo se desactiva. Wallace Breen discute la perpetuación de la humanidad, afirmando que la inmortalidad de la humanidad como especie está "al alcance". La cesación temporal de la reproducción humana estaría al servicio de una visión a largo plazo del Hombre, permitiendo a la Unión Universal organizar una selección genética necesaria para la evolución de la especie. Este último suprimiría, entre otras cosas, el instinto humano, que provoca "impulsos irracionales" y llevaría a la humanidad por un camino progresivo de extinción. Por lo tanto, la perpetuación de la especie sólo sería posible si la humanidad fuera guiada por sus "benefactores".

### El Hombre Libre
Wallace Breen habla directamente con el Dr. Freeman para recordarle que el uso de la fuerza contra la Unión Universal sólo puede conducir a represalias que la humanidad no puede enfrentar. Según él, la Unión Universal habría perdido la confianza que tenía en la humanidad y ahora podría considerarse engañada por las hermosas palabras de Breen. Ser miembro del imperio Alianza sería la única alternativa a la extinción de la especie humana. Wallace señala que su meta de salvar a la humanidad es común y no tiene sentido competir.

### La Milicia
El orador compartió las felicitaciones de los benefactores y las suyas propias por la detención del equipo científico resistente de Eli. Según el administrador, este éxito no debería conducir en modo alguno a una reducción de las filas de la Milicia, que ya tiene mala reputación con la Unión Universal por no haber capturado a Gordon Freeman. Sería, pues, el momento ideal para mejorar esta reputación por una serie de éxitos, permitiendo a la Milicia probar su valía y así evitar a la humanidad la alternativa propuesta por los benefactores en caso de incompetencia: la extinción total del hombre.

### Colaboración
El Dr. Breen comparte su orgullo de ser un "colaborador", define el rechazo a colaborar con la Unión Universal como un suicidio. Afirma que la evolución de la humanidad es la única manera de asegurar la supervivencia de la especie humana, y la capacidad de la Unión Universal de unificar las diversas especies bajo un mismo imperio permitiría a la humanidad disfrutar de muchas ventajas y, entre ellas, beneficiarse de la evolución buscada, permitiendo así a la humanidad evitar la tan temida extinción.

## Psicología del personaje
Robert Culp, la voz de Wallace Breen en la versión original, afirmó tener en cuenta que, a pesar de que Wallace Breen es el "villano" de Half-Life 2, no es una "mala persona" y está verdaderamente convencido de hacer lo mejor para la humanidad. La locura de grandeza es también un personaje subrayado por Robert Culp, Breen apenas ofrece su confianza a su séquito, se justificará en este sentido con un aire arrogante:"la lealtad de los seres humanos siendo lo que es...", a pesar de esta desconfianza, es una traición que conducirá a su pérdida. Previamente convencido de que la humanidad podía liberarse de sus imperfecciones, su optimismo se deteriora ante la creciente resistencia hasta el punto de afirmar que "mis palabras no valen nada, y yo mismo ya no creo en ellas". Cuando el Dr. Breen habla a sus tropas en un discurso de aliento después de la captura del bolsillo resistente de Black Mesa East, no puede evitar criticar su incompetencia y eliminar el objetivo principal del discurso : las felicitaciones "sinceras". Perdiendo confianza en la humanidad, se convenció de que su resentimiento era gradualmente compartido por los consejeros del cártel porque sus palabras no iban seguidas de ninguna evidencia. Wallace Breen, excolega de Isaac Kleiner y Eli Vance como director de Black Mesa, confiesa que está "mucho más decepcionado por Éli Vance e Isaac Kleiner que entristecido" por la decisión de Gordon Freeman de unirse a su movimiento de resistencia. Como científico, el Dr. Breen parece tener una admiración por los diferentes universos bajo la influencia del cártel, luego en plena discusión con su excolega Dr. Vance en el último capítulo de Half-Life 2, Breen le dice, sin que el jugador sea capaz de oírlo : « Oh Eli... Si pudieras ver lo que yo viera. ¡No estarías tan ciego! Estudié 36 áreas más allá de nuestro propio » antes de continuar con algunos ejemplos ≪ Estrellas de carbono y satélites antiguos colonizados por hongos sensibles. Gigantes gaseosos poblados por inmensas inteligencias meteorológicas. Mundos que se extienden entre membranas donde las dimensiones se cruzan... Incapaces de describir con nuestro limitado vocabulario. »
- Datos: Q1079617